# 青空アンダーガールズ!
『青空アンダーガールズ!』（あおぞらアンダーガールズ）は、スクウェア・エニックスより配信されているスマートフォン用ゲームアプリ。2017年7月26日サービス開始。基本プレイ無料（アイテム課金制）。
略称は『あおガル』。

## 概要
青春×アイドル×ライブバトルをコンセプトに、総勢21名のアンダーガールズが活躍する青春ドラマチックアイドルゲーム。アイドルを題材とした、スクウェア・エニックスの新規IPによるスマートフォン向けゲームアプリで、開発は『アイカツ!』シリーズなども手がけるハ・ン・ドが担当する。
アイドル育成の名門校「私立神楽ヶ丘学園」を舞台に「アンダーガールズ」と呼ばれるアイドル候補生を育成していくという内容。また、あおガルはリズムゲームではなく、簡単操作で楽しめる新感覚ライブバトルカードゲームである。
2019年1月31日をもってオンラインのサービスを終了。通信無しでライブやシナリオを観覧できる「オフライン版」として引き続き配信している。

## ゲームシステム
青空アンダーガールズ!は、他のアイドルユニットとのライブバトルがメインであり、プレイヤーはライブバトル中に専用のアピールカードを使用して、アイドルたちのステージ演出や決めポーズを選択。ライバルよりも魅力的なライブを行い、ファンをより盛り上げたほうが勝利となる。演奏をするのではなく、ライブを作り上げていく形式となるため、さながら「自分でライブを演出しているような気分になれるゲーム」とのこと。
青春リバーススクロールアクション「青空アンダーガールズ!Re:vengerS」としてリニューアル後、ライブバトルカードゲームから、次々に現れる敵をタイミングよく倒してゆくリズムアクションゲームへと大幅にシステムが変更。主人公はフォームチェンジすることで使用武器の変更が可能。武器によって有効な攻撃距離が変わるため、敵に応じて武器を持ち替えて戦うことになる。フリーライブの楽曲選択画面では、楽曲をフルバージョンで聴ける「ミュージックプレイヤー」機能が追加。楽曲情報、カラオケ楽曲再生、インスト楽曲再生も可能。アイドルグループの枠を超えて、お気に入りのメンバーを編成できる「10人ライブ」が実装。
VRモードでは、アイドル選択と「ダンスレッスン」、「カラオケレッスン」、「コミュ」の3つからのシチュエーション選択後、365度アイドルを見渡すことができる。VRゴーグルが無くてもジャイロやスワイプで堪能できる。

## 作中用語
想世
想世（アンダー）とは、現実世界である現世（エイドス）の感情や意識が集まる裏の世界のこと。夢の世界でもある想世に、現世の人間が迷い込む場合もある。
瘴念
瘴念（ノイジー）とは、負の感情が想世に具現化した存在のこと。瘴念は想世と現世を繋ぐ界門（ゲート）を通り、現世へと行こうとする習性を持つ。また、生に取り付き、負の感情で対象を支配できる。
歌姫
歌姫（ディーヴァ）とは、現世に存在し、想世に対して干渉できる特別な歌の力を持つ者の総称。大衆を前にして歌うことによって、輝きの力を増幅し、界門を閉じることができる。
調停者
現世と想世を自由に行き来することができる存在。調停者（プロデューサー）の表の顔は、リニューアル前のストーリーにも登場したアイドルたちのプロデューサー。リニューアル後は、異世界から攻めてくる瘴念（ノイジー）と呼ばれる魔物からアイドル＝歌姫（ディーヴァ）を守るため、武器を手にして戦うことになる。現世と想世で同時に存在しており、現世側と想世側の外見や性別が異なる。ゲーム中の想世側の外見は若い男性だが、あくまで想世側でのイメージが具現化したもので、現世側の性別や年齢が「若い男性」とは限らない。

## 登場キャラクター

### トゥインクルスター
櫻花 ひなた（さくら ひなた）
声 - 高橋花林
誕生日：4月9日、身長：158cm、3サイズ：83/56/84、血液型：B型
神楽ヶ丘学園高等部の1年生。アイドルランクはE。
トゥインクルスターのセンター。人一倍の明るさと行動力でメンバーを引っ張っている。天才アイドルとして有名だった姉の影響で、アイドルに憧れを持つようになった。オンリーワンのアイドルを目指している。

水科 和歌（みずしな わか）
声 - 和田京子
誕生日：7月27日、身長：160cm、3サイズ：85/57/85、血液型：O型
神楽ヶ丘学園高等部の1年生。アイドルランクはE。
ひなたの幼馴染。頭の回転が速く、物事を冷静に判断する能力にたけている。普段は常識人だが、ひなた絡みのことになると冷静さを失うこともあるほど、想いは強い。

望月 愛美（もちづき ヴィーナス）
声 - 望田ひまり
誕生日：1月7日、身長：151cm、3サイズ：74/54/75、血液型：O型
神楽ヶ丘学園高等部の3年生。アイドルランクはE。
愛美と書いて「ヴィーナス」と読むが、本人曰く恥ずかしいため「えみ」と読みを偽っている。アイドルとしての才能がないことを自覚しており、持ち前の努力でカバーしているストイックな性格。

嘉陽 千尋（かよう ちひろ）
声 - 陽向さおり
誕生日：4月30日、身長：157cm、3サイズ：94/61/87、血液型：AB型
神楽ヶ丘学園高等部の2年生。アイドルランクはE。
食べることが大好きで、美味しいものに目がない。特にお酒のおつまみになりそうなものを好むが、あぶない組み合わせが多い。おっとりとした性格で、心が平穏であることを願って、みんなに食べ物を勧める。

野々宮 琴音（ののみや ことね）
声 - 内野明音
誕生日：9月13日、身長：155cm、3サイズ：77/57/75、血液型：A型
神楽ヶ丘学園高等部の1年生。アイドルランクはE。
内気で人見知りな性格を変えたいと思いアイドルになった。勉強は学年で上位に入るくらいの秀才だが、運動音痴で歌やダンスは得意ではない。

### GE:NESiS
黒瀬 麗華（くろせ れいか）
声 - 早瀬莉花
誕生日：8月3日、身長：162cm、3サイズ：80/58/78、血液型：A型
神楽ヶ丘学園高等部の3年生。アイドルランクはS。
GE:NESiSのセンター。元「ヴァルキュリア」のナンバー5。敗者にも敬意を忘れないことを礼儀と重んじている。上昇志向が強く、努力も怠らないため、エースとしての実力も健在である。

今泉 更菜（いまいずみ さな）
声 - 北野更
誕生日：3月11日、身長：155cm、3サイズ：88/56/79、血液型：A型
神楽ヶ丘学園高等部の3年生。アイドルランクはB。
他人とあまり馴染めず、自分に自信を持てない傾向がる。ネガティブ思考になりがちであるが、実力は本物。

相原 希（あいはら のぞみ）
声 - 相良茉優
誕生日：8月17日、身長：154cm、3サイズ：77/56/72、血液型：A型
神楽ヶ丘学園高等部の2年生。アイドルランクはB。
正義感が強く「正しいこと」をモットーにしている。自身を含め、ルール違反やマナー違反をする人は許さない優等生アイドル。

白拍子 美雪（しらびょうし みゆき）
声 - 高橋美衣
誕生日：9月28日、身長：159cm、3サイズ：88/57/83、血液型：B型
神楽ヶ丘学園高等部の2年生。アイドルランクはC。
良家の箱入り娘で、世間知らずなところがある。珍しいことややってみたいことを見つけると、目を輝かせてそれに飛びついてしまうような行動力があるアイドル。

霧島 理子（きりしま りこ）
声 - 菅愛理
誕生日：5月19日、身長：165cm、3サイズ：84/57/85、血液型：O型
神楽ヶ丘学園高等部の2年生。アイドルランクはC。
姉御肌で言いたいことははっきりという性格。運動神経がよく、剣道を足しなんでいた。

### プリティ→プリンセス
椿 瑠璃花（つばき るりか）
声 - 井上ほの花
誕生日：11月9日、身長：149cm、3サイズ：72/52/70、血液型：A型
神楽ヶ丘学園高等部の1年生。アイドルランクはE。
無駄なことをしたくない、省エネ思考のアイドル。そのためか、口数も少ない。面倒ごとの多いリアルを嫌い、主にネット中心で活動している。リアルであった出来事や知識をブログにアップし、ネットを通してファンと交流している。

佐久間 茜（さくま あかね）
声 - 藤川茜
誕生日：2月16日、身長：150cm、3サイズ：90/54/78、血液型：B型
神楽ヶ丘学園高等部の1年生。アイドルランクはE。
わがまま、あざとい、したたかの三拍子アイドル。自分のことを世界で一番可愛いと思っている。周りから評価されないことに納得しておらず、興奮して地元鹿児島の方言が出てしまうこともある。

### 銀河歌劇団
渡辺 晴海 （わたなべ はるみ）
声 - 澤田美晴
誕生日：6月28日、身長：159cm、3サイズ：85/58/84、血液型：O型
神楽ヶ丘学園高等部の1年生。アイドルランクはD。
銀河歌劇団のセンター。友達想いで他者に対しての思いやりが強く、人の感情に敏感に察する。相手を恨んだり憎んだりするよりも、自分の中で全て背負い込んでしまうタイプ。

舞沢 悠（まいざわ ゆう）
声 - 西川舞
誕生日：3月2日、身長：154cm、3サイズ：73/53/73、血液型：O型
神楽ヶ丘学園中等部の3年生。アイドルランクはD。
実家が空手の道場で、幼少の頃から空手をしている。体育会系のノリが強く、どんなことにも全力投球なボーイッシュアイドル。先輩たちの要求に無条件でこたえようとする。

六川 麻里紗（ろくかわ まりさ）
声 - 飯坂紗幸
誕生日：11月16日、身長：163cm、3サイズ：89/60/84、血液型：A型
神楽ヶ丘学園高等部の3年生。アイドルランクはC。
ユニット内では最年長。面倒見がよく年下の子たちをまとめるお姉さん的なポジションにいる。歴史上の人物や有名作家の名言や格言を例えて説明する癖がある。

乙葉 くるみ（おとは くるみ）
声 - 高柳知葉
誕生日：6月14日、身長：147cm、3サイズ：70/50/68、血液型：B型
神楽ヶ丘学園中等部の2年生。アイドルランクはD。
屈託な明るさと素直さをもったムービーメーカー。笑顔は誰からも好かれる魅力があり、他のメンバーからも妹のように扱われる。

岩倉 寧々（いわくら ねね）
声 - 岩井映美里
誕生日：10月29日、身長：153cm、3サイズ：81/55/78、血液型：A型
神楽ヶ丘学園高等部の1年生。アイドルランクはD。
極度の人見知りで人前に立つことを苦手としている。緊張がピークに達すると、目つきが鋭くなってしまい、他人から誤解を受けることも多々ある。ホラー映画好きで、映画の話になると人が変わる。

### Remuage
セリア・ウエスギ
声 - 杉町麻由子
誕生日：12月11日、身長：163cm、3サイズ：87/57/85、血液型：B型
神楽ヶ丘学園高等部の2年生。アイドルランクはE。
Remuageのセンター。日本人の父とフランス人の母を持つハーフ。日本のアイドルに憧れて、フランスから来日した。日本文化を独学で学んだためか、知識の偏りや言葉使いに影響がでている。

日比野 彩（ひびの あや）
声 - 七瀬彩夏
誕生日：2月11日、身長：159cm、3サイズ：82/59/80、血液型：A型
神楽ヶ丘学園高等部の2年生。アイドルランクはE。
ダンスによって人を元気にする職業としてアイドルが一番相応しいと判断し、アイドル活動をはじめる。ジャンクフードが好き。

本条 佳奈恵（ほんじょう かなえ）
声 - 本田かおり
誕生日：1月22日、身長：157cm、3サイズ：86/57/81、血液型：O型
神楽ヶ丘学園高等部の3年生。アイドルランクはE。
アイドル活動と共に大家族を支える長女。数少ない貯金で、自分なりのオシャレや魅力的に見える方法を模索し、実践している。ギャル系アイドルを目指している。

棗 楓李（なつめ ふうり）
声 - 奥谷楓
誕生日：10月14日、身長：159cm、3サイズ：83/56/81、血液型：AB型
神楽ヶ丘学園高等部の1年生。アイドルランクはE。
関西出身で関西弁を話す。マイペースに自分を貫いている。苦手なことも多いが、挑戦することに意義があると考えており、色々なことに挑んでいる。

### ヴァルキュリア
天道 輝音（てんどう かのん）
声 - 徳井青空
誕生日：8月12日、身長：159cm、3サイズ：80/57/77、血液型：B型
神楽ヶ丘学園高等部の2年生。アイドルランクはSS。
ヴァルキュリアのナンバー1であり、学園アイドルの頂点。かなりの自信家だが、それを裏付ける実力を兼ね備えている。ゲーム好きでイタズラ好き。響香と二人で栞歩のメガネを外すなど、よくちょっかいを出している。

火神 栞歩（かがみ しほ）
声 - 井口裕香 / 中田譲治
誕生日：5月31日、身長：162cm、3サイズ：86/55/80、血液型：AB型
神楽ヶ丘学園高等部の3年生。アイドルランクはSS。
ヴァルキュリアのナンバー2。生まれつきで男性のような渋い声が出てしまうアイドル。メガネをしている時は女性らしい声を出すが、メガネを外すと豹変する。ひなたの姉である櫻花すばるとは友人関係にある。

碓氷 律（うすい りつ）
声 - 芹澤優
誕生日：11月3日、身長：153cm、3サイズ：72/52/73、血液型：A型
神楽ヶ丘学園高等部の1年生。アイドルランクはS。
ヴァルキュリアのナンバー3。アイドルとプロデュース業を兼任する少女。性格は冷淡で、結果と実力のみを判断基準にしている。自身が発足した『フレイヤプロダクション』を良くするため、調査や勧誘を精力的に行っている。

風早 響香（かざはや きょうか）
声 - 大久保瑠美
誕生日：1月27日、身長：164cm、3サイズ：93/59/96、血液型：B型
神楽ヶ丘学園高等部の3年生。アイドルランクはS。
ヴァルキュリアのナンバー4。気分屋で誰からも縛られることもない、猫のように自由に行動するトリックスター。アイドルとしての実力、スペックはかなり高いものの、束縛されることを嫌い、今の地位に甘んじている。

土方 アリス（ひじかた ありす）
声 - 水瀬いのり
誕生日：2月21日、身長：152cm、3サイズ：75/50/71、血液型：A型
神楽ヶ丘学園高等部の2年生。アイドルランクはA。
ヴァルキュリアのナンバー5。プライドが高く、高飛車な態度をとることが多いが、現実主義者の面もある。実力が上の黒瀬麗華が「ヴァルキュリア」を捨てたおかげで自分がヴァルキュリアに所属できたことを根に持っている。

### その他
吉永 萌（よしなが もえ）
声 - 永野愛理

久石 かぐら（ひさいし かぐら）
声 - 井上喜久子

友守 唯衣花（ともり ゆいか）
声 - 花守ゆみり
神楽ヶ丘学園に編集してきた中等部の2年生。

## コラボ

### PINKYCASE
「青空アンダーガールズ!Re:vengerS」へリニューアルされてから、本人役として登場。オリジナルカードやストーリーが用意され、「PINKYCASE」の楽曲「ROMANTIC BABY」もゲーム内に収録された。
岩城 優里（いわき ゆうり）
声 - 岩城優里

小林 紗良（こばやし さら）
声 - 小林紗良

飯塚 理珠（いいづか りじゅ）
声 - 飯塚理珠

原田 凜（はらだ りん）
声 - 原田凜

### おめがシスターズ
Youtubeチャンネル「おめがシスターズ[ΩSisters]チャンネル」にて、コラボレーション動画が公開。動画内には、ゲストとして火神栞歩（CV：井口裕香/中田譲治）と高橋Dが登場

## WEBラジオ
青空アンダーガールズ!あおラジ
本作品のプロモーションを行うラジオ番組。2017年4月8日から2018年9月29日まで、文化放送の『A&G TRIBAL RADIO エジソン』内で放送。
パーソナリティは、ゲーム登場アイドルを演じる各声優がローテーションで担当した。

## 楽曲
1stアルバム「STAR☆TING!」
2018年8月29日発売
1. STAR☆TING!
  - 作詞：酒井ミキオ　作曲・編曲・ギター・ベース：坂部大介
  - ドラム：藤本大輔　振付：穂波ゆき
  - 歌：青空アンダーガールズ

2. トキメキサマー
  - 作詞：田中英雄　作曲・編曲：佐藤和豊
  - ドラム：藤本大輔　ギター・ベース：坂部大介　振付：EBATO
  - 歌：Twinkle☆Star

3. 明日の行方
  - 作詞：田中英雄　作曲・編曲：佐藤和豊
  - ドラム：藤本大輔　ギター・ベース：坂部大介　振付：佐藤優
  - 歌：Twinkle☆Star

4. 未来はすぐそこで待っている
  - 作詞：田中英雄　作曲・編曲：佐藤和豊
  - ドラム：藤本大輔　ギター・ベース：坂部大介　振付：穂波ゆき
  - 歌：Twinkle☆Star

5. Karisome Irony
  - 作詞：橋口靖正　作曲・編曲：Carlos K.
  - ドラム：藤本大輔　ギター・ベース：坂部大介　振付：穂波ゆき
  - 歌：GE:NESiS

6. イバラノミチ〜記憶の果て〜
  - 作詞：橋口靖正　作曲・編曲：Carlos K.
  - ドラム：藤本大輔　ギター・ベース：坂部大介　振付：穂波ゆき
  - 歌：GE:NESiS

7. Beyond the tears
  - 作詞：橋口靖正　作曲・編曲：Carlos K.
  - ドラム：藤本大輔　ギター・ベース：坂部大介　振付：EBATO
  - 歌：GE:NESiS

8. わがままプリンセス
  - 作詞：中原明彦　作曲・編曲：大石憲一郎
  - ギター：坂部大介　クワイア：五條真由美　振付：EBATO
  - 歌：プリティ→プリンセス

9. 恋のカトレア通り
  - 作詞：中原明彦　作曲・編曲：大石憲一郎
  - ドラム：藤本大輔　ギター：坂部大介　クワイア：五條真由美　振付：穂波ゆき
  - 歌：プリティ→プリンセス

10. あの素晴らしい夢をもう一度
  - 作詞：中原明彦　作曲・編曲：大石憲一郎
  - ドラム：藤本大輔　ギター・ベース：坂部大介　クワイア：五條真由美　振付：穂波ゆき
  - 歌：プリティ→プリンセス

11. 放課後くるーずっ!
  - 作詞・作曲：佐々木悠木　編曲：藤本大輔/坂部大介
  - ドラム：藤本大輔　ギター：坂部大介　ベース：生川晋也　振付：BEATO
  - 歌：銀河歌劇団

12. ☆しゃるむてのわーる☆
  - 作詞・作曲・編曲：佐々木悠木
  - ドラム：藤本大輔　ギター：坂部大介　ベース：生川晋也　振付：穂波ゆき
  - 歌：銀河歌劇団

13. DF3〜遥かなる旅〜
  - 作詞・作曲：佐々木悠木　編曲：佐々木悠木/藤本大輔
  - ドラム：藤本大輔　ギター：坂部大介　ベース：生川晋也　振付：佐藤優
  - 歌：銀河歌劇団

14. Melty:Sensation
  - 作詞：Tohki　作曲・編曲：水口浩次
  - クワイア：五條真由美　振付：穂波ゆき
  - 歌：Remuage

15. Lip & Candy
  - 作詞：Tohki　作曲・編曲：水口浩次
  - ギター：坂部大介　ベース：水口浩次　クワイア：五條真由美　振付：EBATO
  - 歌：Remuage

16. ノンストップドライブ!
  - 作詞：Tohki　作曲・編曲：水口浩次
  - ギター：坂部大介　クワイア：五條真由美　振付：穂波ゆき
  - 歌：Remuage

17. オレンジ
  - 作詞：酒井ミキオ　作曲・編曲：佐々木悠紀
  - ドラム：藤本大輔　ギター・ベース：坂部大介　振付：穂波ゆき
  - 歌：青空アンダーガールズ

### アプリ楽曲
- 「青空アンダーガールズ!Re:vengerS」にて追加された楽曲。アプリ内でリニューアル前の楽曲も含めた全楽曲のフルバージョンを聴くことができる。

Revolution
作詞：ErimuS　作曲・編曲・ギター：杉原亮
ソロギター：横江将人　ストリング・アレンジ：杉原亮/泉典孝　クワイア：國土佳音　振付：穂波ゆき
歌：ヴァルキュリア
AKATSUKI
作詞：ErimuS　作曲・編曲：石田秀登
ギター：藤井健太郎　振付：宮森智子
歌：天道輝音（CV:徳井青空）
You shine on me
作詞：ErimuS　作曲・編曲：原田篤（Arte Refact）
All Instruments&Programming：原田篤（Arte Refact）　振付：宮森智子
歌：火神栞歩（CV:井口裕香）
Resistance
作詞：ErimuS　作曲・編曲：浅田靖
All Instruments&Programming：浅田靖　振付：宮森智子
歌：碓氷律（CV:芹澤優）
バタフライ・エフェクト
作詞：ErimuS　作曲・編曲：矢鴇つかさ（Arte Refact）
All Instruments&Programming：矢鴇つかさ（Arte Refact）　振付：宮森智子
歌：風早響香（CV:大久保瑠美）
Sparkling Star!
作詞：ErimuS　作曲・編曲：本多友紀（Arte Refact）
ギター：香取真人　ベース：小林修己
All Instruments&Programming：本多友紀（Arte Refact）　振付：宮森智子
歌：土方アリス（CV:水瀬いのり）
フリーダムハート
作詞：ErimuS　作曲・編曲：本多友紀（Arte Refact）
ギター：佐々木正明
All Instruments&Programming：本多友紀（Arte Refact）　振付：宮森智子
歌：友守唯衣花（CV:花守ゆみり）
ボーダーライン
作詞：Soflan Daichi　作曲：宮崎京一/Yo-Hey　編曲：飯田涼太/出口遼
ギター：清水宥人　コーラス：AiRi
All Instruments&Programming：本多友紀（Arte Refact）　振付：宮森智子
歌：友守唯衣花（CV:花守ゆみり）
キラメキ☆Shining!
作詞・作曲・編曲：板倉孝徳
クワイア：桑原苑美　振付：永野愛理
歌：Twinkle☆Star
Day Light↔Moon Light
作詞：山本メーコ　作曲・編曲：Carlos K.
クワイア：桑原苑美　振付：半田佳子
歌：GE:NESiS
ツナガルキモチ
作詞・作曲：中原明彦　編曲：遠藤ナオキ
クワイア：桑原苑美　振付：穂波ゆき
歌：プリティ→プリンセス
黄金色、染まり染める空
作詞：中原明彦　作曲・編曲：坂部大介
ギター・ベース：坂部大介　クワイア：桑原苑美　振付：穂波ゆき
歌：銀河歌劇団
iROHANA
作詞：Tohki　作曲・編曲：水口浩次
クワイア：桑原苑美　振付：永野愛理
歌：Remuage